# Atlango
 (janvier 2021).
Si vous disposez d'ouvrages ou d'articles de référence ou si vous connaissez des sites web de qualité traitant du thème abordé ici, merci de compléter l'article en donnant les références utiles à sa vérifiabilité et en les liant à la section « Notes et références ».
L’atlango est une langue artificielle créée en Pologne en 2002 par Ryszard Antoniszczak (en atlango : Richard A. Antonius) pour faciliter la communication dans l'Union européenne.
Cette langue est basée sur d'autres langues artificielles telles que l'espéranto et interlingua. Les mots sont tirés du vocabulaire latin, grec et anglais.

## Exemple de texte en Atlango
Le ideo pri mondoliteraturo qan Herder kay Goethe konseptis cefe el vidopunto dil (di le) arto, aqeris naw ele (el le) vidopunto dil syenso mem ple grana importento. Nam ele komuna posesadoy dil homajo no-s te ver universall kay internasyall qe syenso. Me ca komunikando kay propagando dil syenso uzila moyengo dil lango kay do internasejo dil syenso nerezisteble postula internasejo di lango. Si mu konsideros, ke oye molta syensala verkoy, spesyale lernobukoy, translangatas in deko-du aw ple da alya langoy, do mu komprinos, qe grana qantero da laboro sparitodas (poda esti sparata), si bukoy cey il (in le) mondo estodu komprinata te jenerale qe eksemple musiknotoy aw logaritma tabeloy.